# Spoorzone (Gouda)

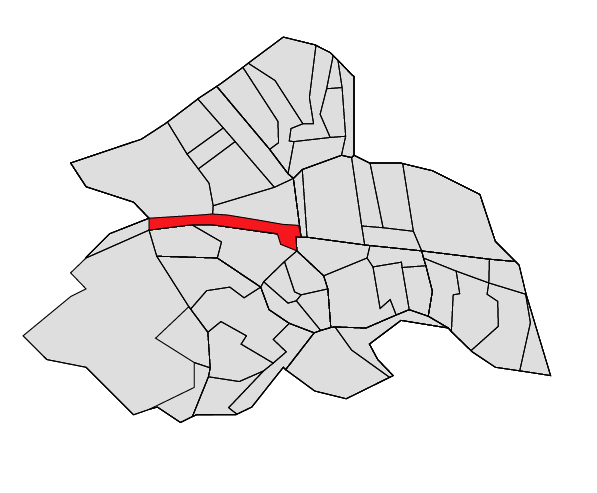
Locatie van de Spoorzone in de gemeente Gouda

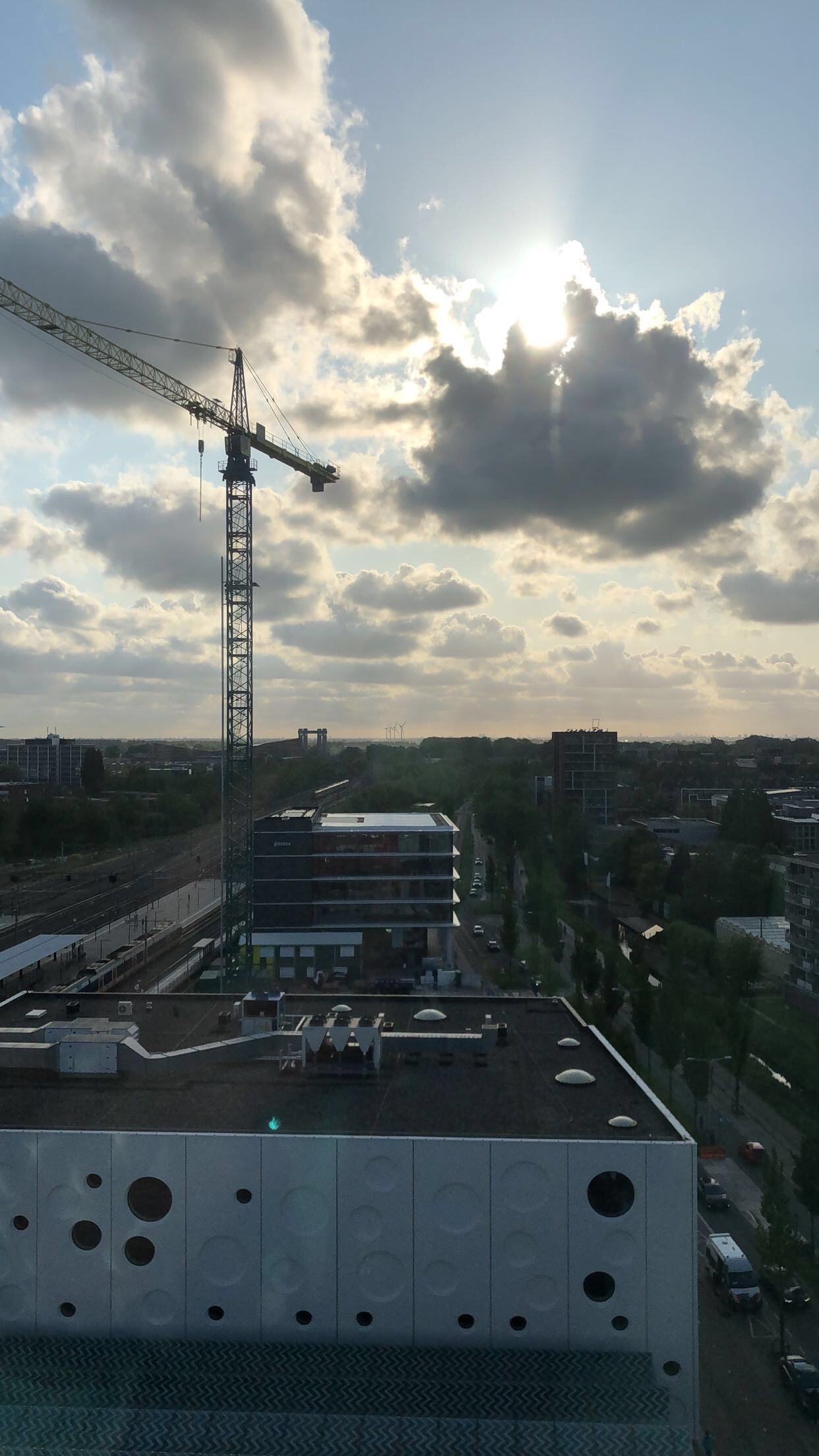
De eerste ontwikkelingen in de Spoorzone, gezien vanuit het Huis van de Stad (mei 2023).

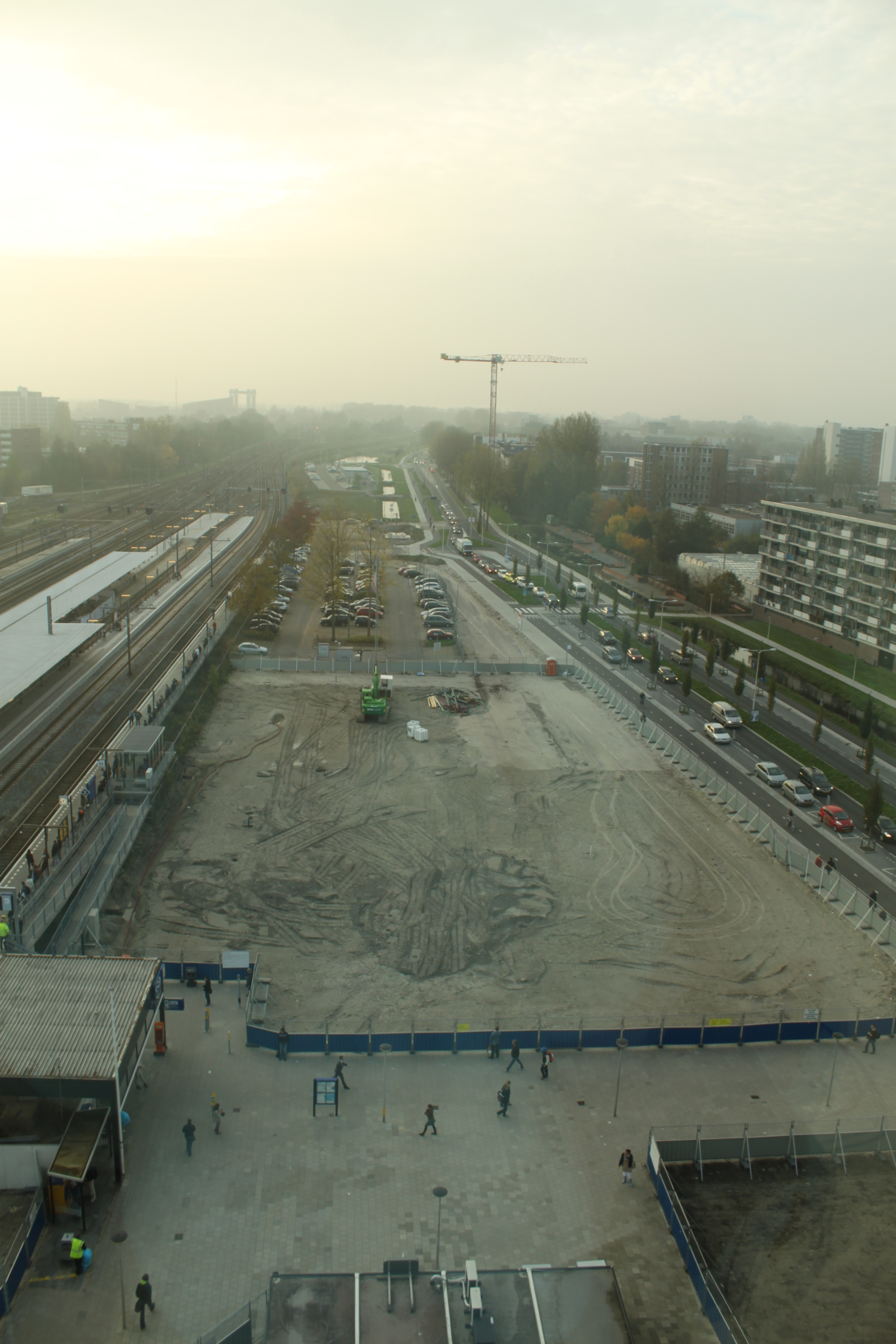
Een nog lege Spoorzone, gezien vanuit het Huis van de Stad (2012)

De Spoorzone in Gouda is een grootschalig stedenbouwkundig project, langs de spoorweg die de stad doorkruist. Het is de bedoeling dat in de Spoorzone onder meer het nieuwe gemeentehuis (Huis van de Stad), een groot winkelcentrum, studentenhuisvesting en uitbreiding voor de Driestar Hogeschool, een bioscoop, hotel, nieuw busstation, appartementen en kantoren worden gevestigd. Ook wordt de infrastructuur in het gebied aangepakt en krijgt Station Gouda liften, roltrappen en een nieuwe overkapping.

## Gebiedsafbakening
De Spoorzone ligt parallel aan het spoor de Goudse Lijn. De Zuidelijke grens van het gebied wordt gevormd door de straat Winterdijk, het park Van Bergen IJzendoornpark en het Stationsplein. De Noordelijke grens wordt aangeduid door de straten Bleulandweg, Dreef, Burgemeester Jamessingel, Burgemeester Mijssingel en het park Groenhovenpark. De nieuwbouwontwikkelingen rond de Driestar Hogeschool worden ook tot de Spoorzone gerekend, evenals het gebied in de hoek Spoorstraat/Vredebest - ten zuiden van het spoor.

## Geschiedenis
De ontwikkeling van de Spoorzone staat al lange tijd op de politieke agenda. In het Stadsplan van 1995 werd de stationsomgeving gezien als "schakel tussen het noordelijke en zuidelijke stadsdeel waarvoor een multifunctionele ontwikkeling met het accent op publiekstrekkers het belangrijkste uitgangspunt is". In 1997 werd onder leiding van architect Pi de Bruijn een masterplan opgesteld, dat onhaalbaar bleek te zijn.
In de eerste jaren van de 21ste eeuw werd de gebiedsontwikkeling weer in gang gezet, met het Basisdocument Spoorzone. Hierin werden de ambities voor de Spoorzone vastgelegd. Hoewel een belangrijk aantal van deze ambities inmiddels door de realiteit zijn ingehaald, en onverwacht nieuwe ontwikkelingen zijn ontstaan, vormt dit masterplan nog steeds voor een groot deel de basis voor de herontwikkeling van dit gebied.

## Grootschalige verkeerskundige vernieuwing
In het gebied vindt een aantal grootschalige verkeerskundige operaties plaats, om de ontwikkeling van de Spoorzone te faciliteren:
- In het oosten van het gebied is de Burgemeester Jamessingel in zijn geheel enkele tientallen meters naar het noorden verlegd. Hierdoor ontstaat meer ruimte voor ontwikkelingen rond het station. De wegverlegging is inmiddels gereed.
- Het Albert Plesmanplein, oorspronkelijk een grote rotonde, is veranderd in een kruispunt omdat dit de doorstroming ten goede zou komen. Het plein is inmiddels opgeleverd.
- De kruising bij "het Hamstergat", in het uiterste westen van het plangebied is aangepakt. Ook is de onderdoorgang onder de Gouwespoorbrug verbreed.
- In mei 2023 is er een onderzoek gestart naar het toevoegen van voorrangspleinen en/of verkeerslichten bij kruisingen op de Burgemeester Jamessingel en de Burgemeester van Reenensingel. Dit wordt gedaan omdat beide straten, in de huidige staat, niet in staat zijn om de toekomstige verkeersdruk te dragen.

## Westelijke Spoorzone
Oorspronkelijk stonden in het westelijke gedeelte van de Spoorzone, in de richting van de Spoorbrug een aantal ontwikkelingen gepland:
- Bij het Hamstergat (bijnaam van de onderdoorgang van de Nieuwe Gouwe O.Z. onder de spoorlijn) zou een discotheek annex leisurecentrum ontwikkeld worden. De ontwikkelaar heeft echter aangegeven geen mogelijkheden te zien deze ontwikkeling succesvol te laten plaatsvinden.[3]
- De voorbereidingen voor de bouw van Station Goudse Poort, een nieuw station op de RijnGouweLijn, waren al gestart toen bekend werd dat de RijnGouweLijn definitief niet doorgaat. Dit station zal dus ook niet worden gerealiseerd.
- Ten oosten van het restaurant McDonald's wordt Wonen in Goud ontwikkeld, een project met grondgebonden woningen, een woontoren met koopwoningen, een woontoren met huurwoningen en een openbare binnentuin. De verkoop is gestart op 9 februari 2022. De westelijke woontoren van dit project wordt met 68 meter de hoogste woontoren van (Spoorzone) Gouda, dat is 12 meter lager dan de hoogste constructie (de Gouwekerk) van de stad. Onder dit project komt een parkeergarage voor bewoners.
- Direct ten oosten van "Wonen in Goud" wordt "1828 Gouda" ontwikkeld. In deze twee woontorens komen betaalbare woningen en deelvoorzieningen voor starters tussen de 18 en 28 jaar. De westelijke toren wordt circa 23 meter hoog, de oostelijke toren wordt circa 47 meter hoog. Ten westen van de torens komen parkeervoorzieningen in het groen.
- Tegenover "Wonen in Goud" wordt op de locatie van het GODcentre Gouda een appartementencomplex met 59 woningen ontwikkeld.
- Aan de Harderwijkweg worden op de locaties van twee kantoorpanden twee woontorens ontwikkeld. Deze zijn goed voor 117 woningen. Het project wordt door middel van brug verbonden met het Groenhovenpark.
- Op de locatie van het voormalig distributiecentrum van winkelketen Blokker wordt het "Burgemeesterkwartier" ontwikkeld door de Goudse ontwikkelaar White House Development. Deze nieuwe autoluwe buurt zal bestaan uit woningen, appartementen en vier woontorens. In het project komt veel groen en water. Op een centraal pleintje komt onder andere ruimte voor horecavoorzieningen. Onder het gebied komt een parkeervoorziening voor auto's.
- In het gebied tussen de kruising Burgemeester Jamessingel en Burgemeester Mijssingel en het spoor komt het "Spoorpark".
- In de eerste fase werd rekening gehouden met kantoorontwikkeling in dit gebied, maar hiervoor zijn geen concrete plannen ontstaan. Dit wegens de huidige woningnood.

## Uitbreiding Driestar Hogeschool

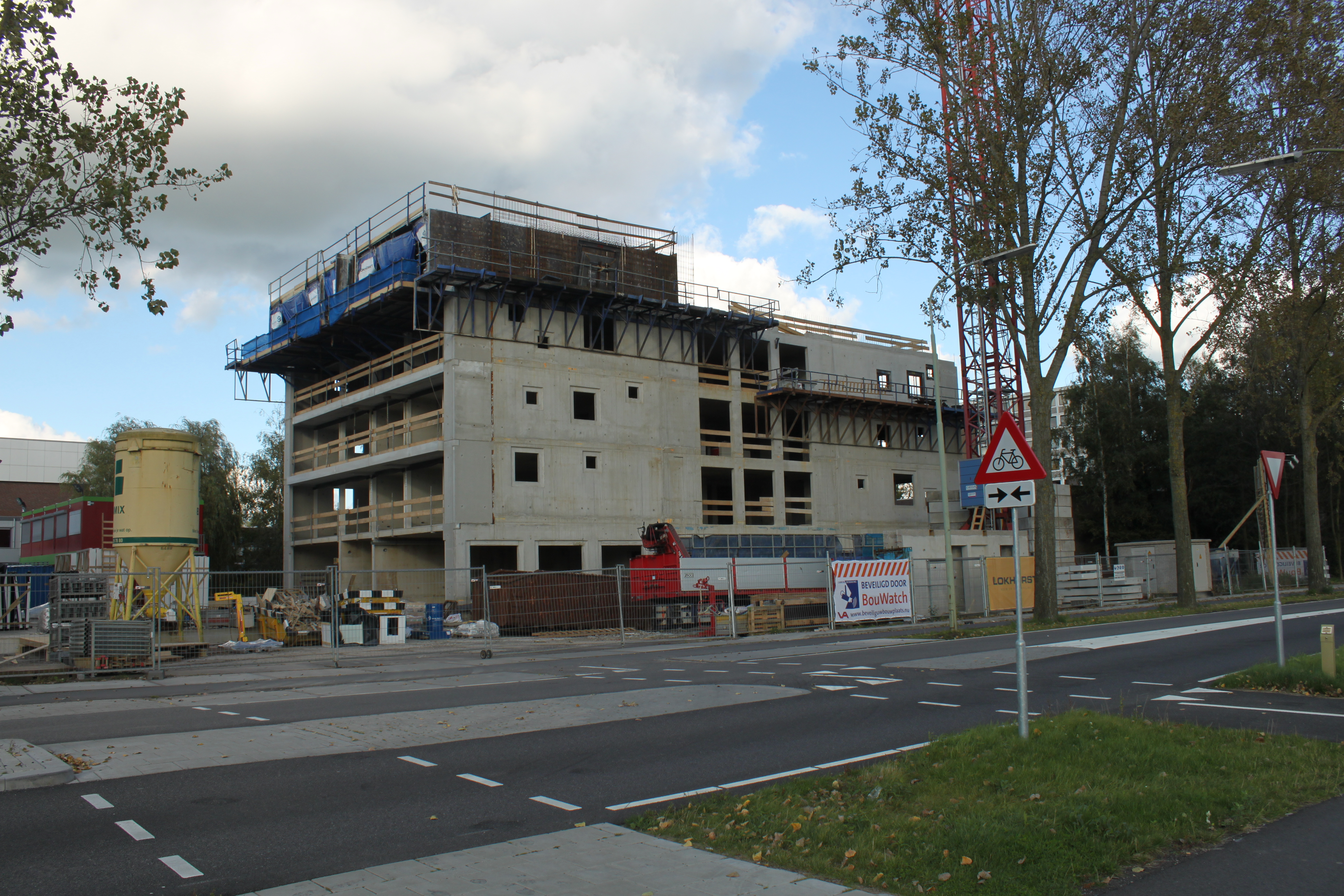
Woontoren voor studenten van Driestar Hogeschool in aanbouw (2012)

De bestaande vestiging van de Driestar Hogeschool aan de Burgemeester Jamessingel is uitgebreid. De Driestar-vestiging in Ridderkerk is naar Gouda verhuisd, het schoolgebouw is uitgebreid en er is een woontoren met 121 appartementen voor studenten gebouwd. De elf verdiepingen hoge toren wordt verhuurd door de Goudse corporatie Mozaïek Wonen, maar de toewijzing zal via Driestar verlopen.
Het ontwerp van het gebouw is van de hand van de Van den Berg groep uit Houten.
Aan de overzijde van de Burgemeester Jamessingel is een nieuw parkeerterrein aangelegd. Dit parkeerterrein moet in de toekomst een nieuwe bestemming krijgen, denk aan: wonen, zorg, verblijven, kantoren en maatschappelijke functies.
Direct naast de Driestar is in 2011 de Johannes Calvijnschool, een christelijke basisschool, gebouwd.

## Stationsomgeving

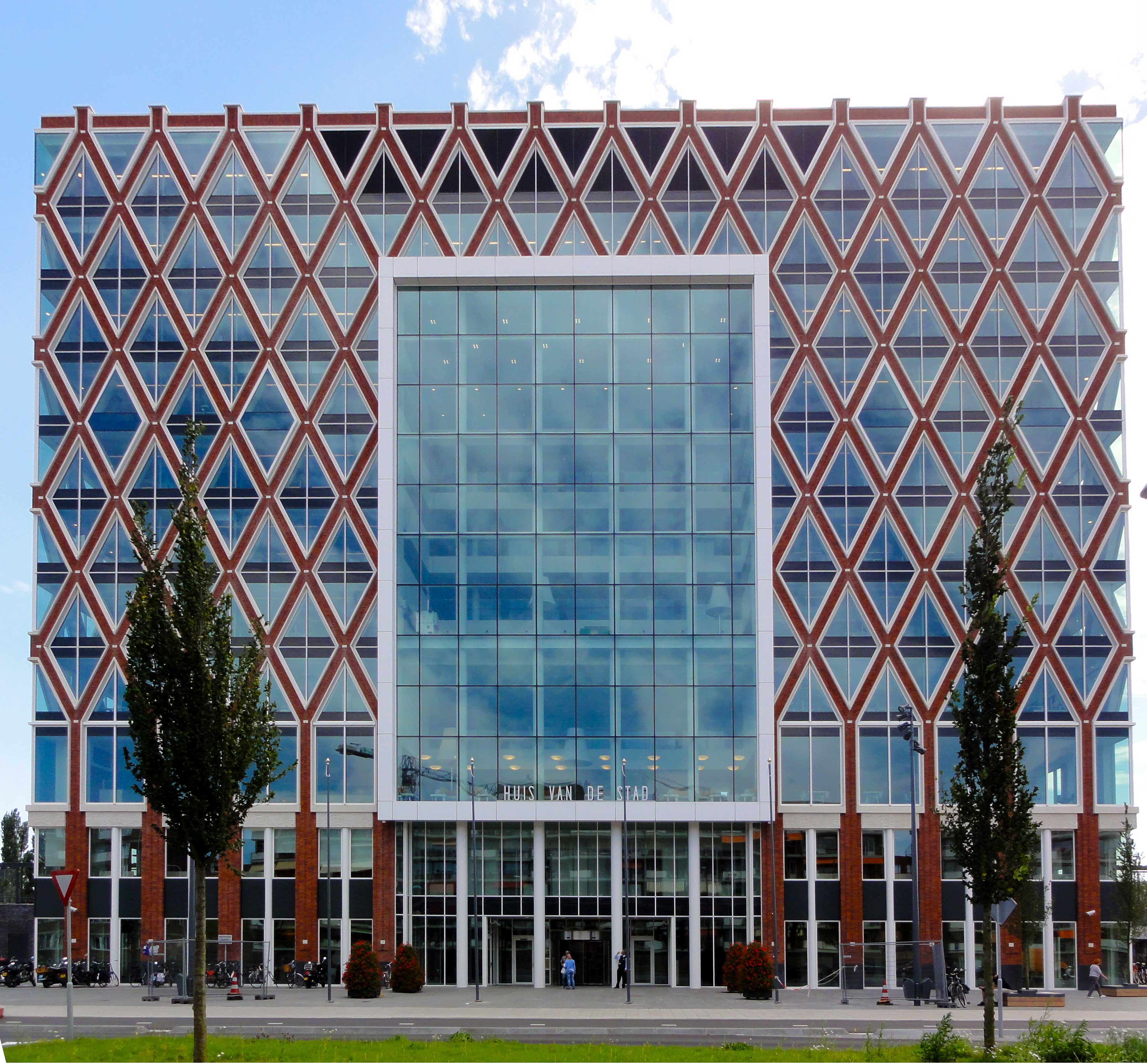
Het Huis van de Stad anno 2012

Het gebied aan de noordkant van het station (Bloemendaalzijde) zal in de periode 2010-2015 grote veranderingen ondergaan.
- Het Huis van de Stad is het nieuwe gemeentehuis van de gemeente Gouda. Het ontwerp van Sjoerd Soeters werd in 2006 na een verkiezing door de inwoners van Gouda verkozen boven dat van architectenbureau Claus en Kaan. In het najaar van 2010 is de bouw gestart, en aan het eind van de zomer van 2012 opgeleverd. Het 43 meter hoge gebouw wordt in de volksmond vanwege de geruite gevel ook wel de Stroopwafel genoemd. Het gebouw lijkt bewust op een stroopwafel, dit omdat het populaire koekje afkomstig is uit Gouda.
- Verbouwing Station Gouda: station Gouda is in de periode 2011-2017[4] van liften, roltrappen en een nieuwe stationskap voorzien. Ook het perron van spoor 11 wordt verbreed. De verbouwing maakt deel uit van het programma van ProRail om de toegankelijkheid van stations te verbeteren.
- Er is een nieuwe stationskap aan de Bloemendaalzijde gerealiseerd. De bouw hiervan werd eind 2014 afgerond.
- Het busstation is in de periode tussen 2019 en 2022 gemoderniseerd. Het verouderde busstation is vervangen door een nieuw bustation in de vorm van een eiland. De monumentale bomen zijn bewaard gebleven.
- Tussen de stationskap en het Huis van de Stad komt een hotel met ruim 100 kamers. Dit project gaat onder de naam Hotelkavel. Architect KCAP uit Rotterdam heeft dit pand (met een hoogte van ongeveer 53 meter) ontworpen. Naast een hotel komen in het pand ongeveer 60 woningen en voorzienigen gericht op ontmoeten en flexwerken. Ook wordt bij deze ontwikkeling de huidige fietsenstalling uitgebreid en wordt het plein rondom het Hotelkavel en het Huis van de Stad een aangenamere en groenere plek gemaakt. Begin 2013 werd echter bekend dat de beoogde exploitant, Sandton Hotels, is afgehaakt. Er zouden volgens de makelaar nog wel gesprekken gaande zijn met andere partijen.[5]
- In oktober 2014 heeft een bioscoop onder de naam Cinema Gouda de deuren geopend voor het publiek. De bioscoop wordt geëxploiteerd door de Stichting Beheer Schouwburgcomplex Gouda. Mogelijk mede vanwege de bewuste keuze het stadhuis op een stroopwafel te doen lijken, wordt door veel Gouwenaren verondersteld dat de bioscoop een blokje goudse kaas moet voorstellen, echter was de bedoeling van de architect het gebouw op een ingepakt cadeau te doen laten lijken, waarbij de gaten afgeleid zijn van filmlenzen. [6]
- Een kantoor voor technisch dienstverlener Technolution. Dit kantoor is in december 2013 opgeleverd.
- Een kantoor voor de Rabobank. Deze is in 2017 opgeleverd.
- Begin 2014 is een grote parkeergarage met ongeveer 300 plaatsen opgeleverd. Deze parkeergarage is in beheer de gemeente Gouda. In mei 2023 is in de raad van gemeente Gouda besloten deze parkeergarage uit te breiden met extra verdiepingen, ook waren er ideeën vanuit de raad om de naam van deze garage aan te passen.
- In november 2022 zijn de eerste werkzaamheden voor de woontoren De Koploper gestart. In deze woontoren kom je sociale huurwoningen en een binnentuin voor bewoners tegen. Het gebouw is naar verwachting in 2024 gereed en zal een hoogte van 52 meter bereiken.

## Zuidelijk Stationsgebied
Winkelcentrum
In de Detailhandelsnota 2007-2015 van de gemeente Gouda kwam het Zuidelijk Stationsgebied naar voren als locatie waar een uitbreiding van het Goudse centrumwinkelgebied gewenst was. In 2008 tekenden de gemeente Gouda en de eveneens uit Gouda afkomstige ontwikkelaar Multi Vastgoed een intentieovereenkomst om tot ontwikkeling van dit gebied tussen het station en de hoofdwinkelstraat de Kleiweg te komen.
Begin 2010 werd door Multi Vastgoed een eerste ontwerp gepresenteerd aan de gemeenteraad. Dit plan schoot bij veel burgers in het verkeerde keelgat. Vooral bewoners van de naastliggende Kadebuurt waren bang voor een verkeersinfarct dat zou veroorzaakt worden doordat een toegangsweg en ingang van de grootste parkeergarage in het gebied in die buurt gepland was.
Dit was voor Multi Vastgoed, de gemeente en alle andere betrokken partijen aanleiding om weer met elkaar om tafel te gaan zitten. Begin 2011 werd als resultaat hiervan het Masterplan Zuidelijk Stationsgebied door de gemeenteraad vastgesteld, dat aan de meeste bezwaren tegemoetkwam. Belangrijkste verschil met het eerder gepresenteerde plan is dat de toegangsroute tot de parkeergarage niet meer via de Kadebuurt verloopt, maar via een afslag in de spoortunnel, en een nieuw aan te leggen weg vanaf de Nieuwe Gouwe O.Z. in de richting van het station.
In 2013 werd een nieuw plan gepresenteerd door Multi Vastgoed. De ontwikkeling behelsde oorspronkelijk 18.000 m² detailhandel, ongeveer 50-100 appartementen en een grote parkeergarage. Het nieuwe plan besloeg nog ongeveer een derde daarvan, zowel in winkeloppervlakte als aantal appartementen. De plannen kunnen wederom vanuit verkeersoogpunt niet op de steun van omwonenden rekenen. Hoewel er door de gemeenteraad nog geen officieel besluit is genomen, heeft een meerderheid van de raadsfracties aangegeven niet in te zullen stemmen met dit nieuwe plan.
Multi Vastgoed zal de planontwikkeling niet verder oppakken. Een werkgroep van bewoners en andere belanghebbenden is gestart met het maken van een nieuw plan.
Stationsplein
Tussen 2019 en 2022 hebben gemeente Gouda, ProRail, NS en provincie Zuid-Holland het zuidelijk stationsgebied verbeterd.
Het stationsplein dient nu niet meer als fietsparkeerplaats maar als open ruimte waar reizigers kunnen verblijven. Fietsers kunnen tegenwoordig hun fiets stallen in de twee nieuwe stallingen ten westen of oosten van het station. Ook is er onder het station een bewaakte fietsenstalling aangelegd.
Het busstation is in 2020 gemoderniseerd. Het verouderde busstation is vervangen door een nieuw bustation in de vorm van een eiland. De monumentale bomen zijn bewaard gebleven. Op dit busstation zijn haltes A tot en met H waar stadsbussen, regiobussen en R-Net bussen van de vervoerders Arriva en Syntrus aankomen en vertrekken.
Dit vernieuwde gebied is in 2022 geopend.
Stationshal
In de stationshal van station Gouda is ook vernieuwd. Je vindt er tegenwoordig verschillende winkels zoals AH to-go, The Döner Company en GWK Travelex. Ook staan hier bankjes, kaartautomaten en een toilet. In 2022 bestond de stad Gouda 750 jaar, als geschenk van NS en ProRail kreeg het station een stationspiano. Deze piano is wegens de mooie akoestiek in de stationshal geplaatst.
Parcour
Parcour is een nieuwe buurt gelegen tussen het spoor en het Van Bergen IJzendoornpark. Deze buurt wordt gebouwd rondom een openbare groene ruimte. In Parcour zijn appartementen, bungalows, grondgebonden woningen en villa's te vinden. De buurt zal uiteindelijk bestaan uit 78 woningen. De sloop van oude loodsen op het terrein is in april 2023 begonnen.
Winterdijk 14
Bij Winterdijk 14 zijn in oktober 2021 zestig tijdelijke sociale huurwoningen gebouwd. Deze woningen zijn bedoeld voor starters, jongeren en spoedzoekers. Ze zijn te vergelijken met containers, dat maakt dat ze makkelijk verplaatst kunnen worden. Dit project is gebouwd op een al bestaande fundering, waardoor het snel opgeleverd kon worden.